# Río Cuarto
Río Cuarto er en by i den centrale del af Argentina med et indbyggertal på ca. 200.000 (2020) indbyggere. Byen ligger i den sydlige del af provinsen Córdoba. Den ligger ved floden Río Chocancharava, der tidligere hed Río Cuarto og har givet byen dens navn.